# イベロ・コーカサス語族
イベロ・コーカサス語族（英語: Ibero-Caucasian languages）はグルジアの言語学者アルノルド・チコバヴァが提唱した仮説段階の語族である。表記ゆれとしてイベリア・カフカス語族とも。以下の現存する語族を含む。
- 北東コーカサス語族
- 北西コーカサス語族
- カルトヴェリ語族

他に、死語となった以下の言語・語族を含むことが多い。
- ハッティ語
- フルリ・ウラルトゥ語族

さらに、イベリア半島ピレネー山脈のバスク語を含むとする場合がある。

## 名前の由来
「イベロ（イベリア）」はコーカサス・イベリアに由来する。